# Partia Unii na rzecz Praw Człowieka
Partia Unii na rzecz Praw Człowieka (Partia Bashkimi për të Drejtat e Njeriut) jest to centrowa, liberalna partia polityczna założona w 1992 roku (na bazie działającej od 1990 organizacji Omonia), która działa na terenie Albanii. W partii dominują przedstawiciele greckiej mniejszości w Albanii, choć oficjalnie partia jest multietniczna. W 1997 roku partia weszła w skład koalicji rządzącej, utworzonej wraz z Socjalistyczną Partią Albanii.
W 2001 roku partia zdobyła 2,6% głosów co dało jej możliwość wprowadzenia trzech kandydatów do parlamentu. W wyborach parlamentarnych w 2005 roku, partia uzyskała 4,1% głosów i wprowadziła dwóch posłów do parlamentu. Liderem partii jest Vangjel Dule, natomiast jednym z członków partii jest obecny burmistrz miasta Himara, Vasilis Bolanos.